# Aulacigaster africana
Aulacigaster africana är en tvåvingeart som beskrevs av Barraclough 1993. Aulacigaster africana ingår i släktet Aulacigaster och familjen Aulacigastridae. Inga underarter finns listade i Catalogue of Life.